# Acarozumia nigroflava
Acarozumia nigroflava är en stekelart som beskrevs av Borsato och Giordani Soika 1995. Acarozumia nigroflava ingår i släktet Acarozumia och familjen Eumenidae. Inga underarter finns listade i Catalogue of Life.